# Lophiocarpaceae
Lophiocarpaceae är en familj av tvåhjärtbladiga växter. Lophiocarpaceae ingår i ordningen nejlikordningen, klassen tvåhjärtbladiga blomväxter, fylumet kärlväxter och riket växter. Enligt Catalogue of Life omfattar familjen Lophiocarpaceae 4 arter. 
Kladogram enligt Catalogue of Life:
| Lophiocarpaceae | \| \| Corbichonia \| \| \| \| \| \| Lophiocarpus \| \| \| \| |
|                 | \| \| Corbichonia \| \| \| \| \| \| Lophiocarpus \| \| \| \| |
|                 | Corbichonia                                                  |
|                 |                                                              |
|                 | Lophiocarpus                                                 |
|                 |                                                              |